# Abdus Salam
Abdus Salam (29. ledna 1926, Džhang, Britská Indie – 21. listopadu 1996, Oxford, Anglie, Velká Británie) byl pákistánský fyzik, nositel Nobelovy ceny.

## Život
Abdus Salam se narodil v městečku Džhang v provincii Paňdžáb (tehdy v Britské Indii, dnes Pákistán) v chudém zemědělském okrese, ve vzdělané a zbožné rodině. Po dokončení základního vzdělání získal stipendium na univerzitě v Paňdžábu. V roce 1946 se oženil a bylo mu uděleno britské stipendium v Cambridge, kde začala jeho specializace na fyziku. Zde v roce 1950 obdržel Smithovu cenu za nejvýznamnější příspěvek k fyzice.
Po návratu do Pákistánu v roce 1951 vyučoval matematiku na vysoké škole v Láhauru. V rodné zemi byl Abdus Salam jednu dobu terčem urážek a zastrašování. Doktor Salam patřil k sektě Ahmadíja – výjimečně tolerantní muslimské sektě, která je „pravověrnými“ muslimy považována za kacířskou. Ahmadíja totiž již od svého vzniku odmítala ozbrojený džihád proti Západu.
V roce 1954 odjel zpět do Cambridge, aby se mohl věnovat výzkumu teoretické fyziky. Přestože rodnou zemi opustil, tak v Pákistánu zůstal i nadále vlivným vědcem a odborníkem. Byl například poradcem čtyř prezidentů, a to v letech 1961–1974, nebo členem komise pro atomovou energii. Založil v italském Terstu slavný ICTP (Mezinárodní centrum teoretické fyziky) pro nadané mladé vědce z rozvojových zemí; heslem centra se stal Salamův výrok: „Vědecké myšlení je společným dědictvím lidstva.“
Největšího ocenění se mu dostalo v roce 1979, kdy pracoval na „teorii sjednocení elektromagnetické a slabé interakce“ (Teorie velkého sjednocení,anglicky Grand Unification Theory). Spolu s Glashowem a Weinbergem předpověděli existenci „intermediálních částic elektroslabé interakce“, včetně jejich vlastností. Za což obdrželi všichni tři Nobelovu cenu. Jimi předpovězené částice byly objeveny a jejich existence potvrzena v roce 1984 vědci Rubbiou a Meerem.
Abdus Salam se stal prvním pákistánským a zároveň islámským držitelem tak významného vědeckého ocenění jako je Nobelova cena za fyziku. Při předávání ceny byl ke své velké radosti osloven rodným jazykem, jazykem urdu.
Po více než čtyřicet roků byl plodným výzkumníkem v rámci teoretické základní jaderné fyziky. Byl aktivním a vlivným členem mnoha vědeckých mezinárodních institucí; ve výboru Spojených národů se snažil pozdvihnout vědu a technologii v rozvojových zemích. Obdržel cenu za přínos míru a mezinárodní vědecké spolupráci a další tři desítky ocenění za příspěvek fyzice.
Abdus Salam zemřel 21. listopadu 1996 a 24. listopadu bylo jeho tělo převezeno do Pákistánu, kde se mu dostalo přijetí hodného člověka jeho velikosti a významu, za účasti místních i světových médií. Pohřben byl po boku svých rodičů ve městě Rabwah.